# Martha Gultom
Martha Gultom (Bengkulu, 15 giugno 1939) è un'ex nuotatrice indonesiana.
Specializzata nel dorso, ha partecipato ai Giochi di Melbourne 1956, gareggiando nei 100m dorso e conquistando il 23º posto.